# Jeanette Loff
Jeanette Loff (Orofino, Idaho, Estados Unidos; 9 de octubre de 1906 - Los Ángeles, California, Estados Unidos; 4 de agosto de 1942) fue una actriz cinematográfica y cantante estadounidense.

## Biografía
Hija de inmigrantes daneses y noruegos, se crio en el Pacífico Noroeste y siendo adolescente, comenzó a cantar profesionalmente como soprano lírica y a actuar como organista, en Portland (Oregón).
Su verdadero nombre era Janette Clarinda Lov y nació en Orofino, Idaho, hija del matrimonio formado por Marius (Maurice) e Inga Loff (de soltera, Loseth). Su apellido era originalmente Lov y en el inicio de su carrera usó el nombre artístico de "Jan Lov". Era la mayor de cinco hermanos. Su padre era un violinista profesional de Copenhague pero la familia se mudó a Wadena, Saskatchewan, Canadá durante su infancia, y luego a Ottertail, Minnesota, donde vivía con su hermana menor, Irene. 
A la edad de once años, desempeñó el papel principal en la obra Blancanieves y los siete enanitos. A los dieciséis años, era soprano lírica y tenía el papel principal en una opereta, Cazadores de tesoros. Asistió a Lewiston High School en Lewiston, Idaho. Cuando tenía diecisiete años, la familia se mudó a Portland, Oregón, donde continuó su educación musical en el Conservatorio de Música Ellison-White. Tocaba el órgano en los teatros de Portland con el nombre de Jan Lov. A veces aparecía cantando prólogos de teatro durante las vacaciones de la escuela.

## Carrera
Su carrera cinematográfica comenzó con un papel no acreditado en la versión de cine mudo de Uncle Tom's Cabin. Cecil B. DeMille firmó un contrato con Pathé Exchange, y pronto fue elegida para desempeñar roles de ingenua en casi todos los casos. Esto la atrajo a tomar un descanso de su carrera cinematográfica y actuar en el escenario. En la Navidad de 1928, fue la primera actriz en viajar con Santa Claus por Hollywood Boulevard en el primer desfile de Santa Claus Lane en Los Ángeles. En 1930, Pathé optó por no renovar el contrato de Loff, después de lo cual firmó con Universal Pictures.
Su último papel en la pantalla antes de retirarse brevemente fue en la revista musical de Paul Whiteman, King of Jazz (1930), Su actuación como vocalista en la película fue elogiada por Mordaunt Hall en una reseña del New York Times, que empleó su voz de canto soprano. También tuvo un papel principal en Party Girl (1930) junto a Douglas Fairbanks, Jr., y recibió un reconocimiento crítico por su actuación.
Permaneció bajo contrato con Universal Pictures durante algunos meses, pero no realizó películas adicionales para el estudio. Su ausencia en la industria del cine se observó en una edición de Motion Picture Magazine en 1933, además de algunas especulaciones sobre su vida personal:
Después, se mudó a la ciudad de Nueva York y apareció en obras musicales y con orquestas antes de regresar a las películas con un papel de chica de campo en Mating Time. Sus actuaciones cinematográficas finales llegaron en Hide-Out, Flirtation y Million Dollar Baby, dirigida por Joseph Santley, todas lanzadas en 1934.

## Vida privada
Loff se casó dos veces: su primer matrimonio fue con el vendedor de joyas Harry K. Rosebloom. Se casaron el 8 de octubre de 1926; su divorcio finalizó en Portland el 8 de octubre de 1929, la actriz afirmó que él se puso celoso y violento hacia ella debido a su carrera cinematográfica. Más tarde, en 1936 se casó con el empresario de Los Ángeles Bertram Eli Friedlob (1906-1956) con quien permaneció casada hasta su muerte.

## Muerte
El 1 de agosto de 1942, Jeanette Loff ingirió amoníaco en la casa de Beverly Hills que compartía con su esposo Friedlob en 9233 Doheny Road. La ingestión de amoníaco causó graves quemaduras químicas en la garganta y la boca. Murió tres días después por envenenamiento con amoníaco el 4 de agosto de 1942, en Los Ángeles.
El New York Times informó que había ingerido amoníaco "en la costa" y los médicos forenses no pudieron determinar si ella ingirió amoniaco accidental o intencionadamente. Había estado sufriendo de una dolencia estomacal y pudo haber tomado accidentalmente la botella equivocada de medicamento. Si bien su muerte no se pudo descartar claramente como accidente o suicidio, su familia sostuvo que había sido asesinada. Loff está enterrada en el cementerio Forest Lawn en Glendale, California.